# ДП2Д
ДП2Д (дизель-поезд пригородный, 2-й тип, демиховский) — дизель-поезд локомотивной тяги категории «тяни-толкай» (англ. Push-Pull) совместного производства АО «Демиховский машиностроительный завод» (ДМЗ, производит вагоны и общее формирование) и АО «Коломенский завод» (КЗ, производит тепловозы), входящих в ЗАО «Трансмашхолдинг» (ТМХ). Состоит из набора прицепных вагонов, унифицированных с вагонами электропоезда ЭП2ДМ, и специальной модификации тепловоза ТЭП70БС. Официально классифицируется как дизель-поезд, но при этом фактически дизель-поездом не является, поскольку в качестве тяговой единицы используется не унифицированный с поездом моторный вагон, а полноценный доработанный тепловоз (который условно решено принять в качестве моторного вагона).

## История создания и выпуска

### Предыстория
Поезда локомотивной тяги категории «тяни-толкай», широко распространённые в странах западной и центральной Европы и Северной Америки и также именуемые двухтактными или челночными поездами, не применялись на железных дорогах СССР, однако в 1990-е годы началась их пробная эксплуатация в Беларуси, на Украине и в России. Этому способствовало появление невостребованных грузовых локомотивов на фоне снижения объёма грузоперевозок между странами бывшего СССР и экономическая сложность в поставке новых дизель-поездов и их комплектующих из Риги на фоне нехватки валюты и отсутствия собственного производства дизель-поездов.  На постсоветском пространстве из-за отсутствия чёткой терминологии эти составы стали классифицироваться как электропоезда и дизель-поезда локомотивной тяги, хотя фактически не являлись таковыми, поскольку не имели в своём составе унифицированных с поездом моторных вагонов, а в качестве тяговой единицы использовались обычные дооборудованные локомотивы, оснащённые системой дистанционного управления и пригодные для эксплуатации с обычными поездами
В основном такие поезда формировались на базе двухсекционных грузопассажирских и грузовых тепловозов (2М62(У) и 2ТЭ116), либо электровозов ВЛ10 и ВЛ80, между которыми вцеплялись прицепные пассажирские вагоны, унифицированные с прицепными вагонами выпускаемых моторвагонных электропоездов серий ЭР2/ЭР9, ЭД4/ЭД9 и дизель-поездов серии ДР1. Для формирования поездов использовались как вагоны из расформированных МВПС, так и строились новые. Локомотивные секции проходили модернизацию, в ходе которой оснащались электропневматическим тормозом, системой электроснабжения пассажирского состава, дополнительными цепями управления и приборными панелями в кабине машиниста для управления автоматическими дверями и электроаппаратурой в вагонах, а также связью «пассажир-машинист». 
Демиховский машиностроительный завод с 1998 года для формирования поездов типа «тяни-толкай» строил составы из прицепных вагонов, унифицированных по конструкции с вагонами электропоездов серий ЭД4/ЭД9, и проводил модернизацию локомотивов для формирования состава. В 1998 и 1999 год завод построил десять десятивагонных поездов ДДБ1 тепловозной тяги для Белорусской железной дороги, модернизировав для них десять тепловозов 2М62У, а в 2000 году — восьмивагонный поезд ДПСаАЗ для ведомственной железной дороги Саяногорского алюминиевого завода в России, модернизировав для него три тепловоза ДМ62. Также с 1999 по 2001 год завод построил пять десятивагонных поездов электровозной тяги: четыре ЭД1 переменного тока с секциями электровозов ВЛ80С и один состав ЭД4ДК (двойного питания) с секциями электровозов ВЛ10 и ВЛ80Т, оказавшийся неработоспособным из-за несовместимости систем управления электровозов. Кроме этого, там же были подготовлены наборы вагонов (один ЭД2-0001 и три ЭД9Т-30XXП) для эксплуатации совместно с секциями электровозов ВЛ10 и ВЛ80С.
В отличие от Беларуси и Украины, где такие составы также стали эксплуатироваться с одним локомотивом и вагоном управления, в России поезда данного типа не прижились, и к концу 2000-х годов в массе своей были выведены из эксплуатации, за исключением поезда ДПСАаЗ, который по состоянию на 2010-е и первую половину 2020-х годов оставался единственным поездом данного типа в пассажирской эксплуатации в России. Кроме того, действующими правилами технической эксплуатации железнодорожного транспорта в России запрещалось осаживание пассажирского состава толкающим локомотивом, поэтому поезда с одной секцией локомотива и головным вагоном управления не применялись — исключение составляли только рельсошлифовальные поезда со специальными унифицированными с поездом однокабинными тепловозами (тяговыми головами), такие как например РШП48.

### Разработка
В 2016 году Демиховский завод начал разработку концепции моторвагонного дизель-поезда ДП1Д на основе электропоездов серии ЭП2Д, планируя выпустить опытный образец в 2018 году, однако данный проект не получил развития. В России производство дизель-поездов было налажено только на заводе Метровагонмаш, но в 2022 году в связи с массированным вводом антироссийских санкций на фоне конфликта с Украиной и уходом иностранных компаний из России, были прекращены поставки немецких дизеля и гидропередачи для выпускаемых дизель-поездов РА3, а подходящие по параметрам аналоги российского производства на рынке отсутствовали, что привело к невозможности дальнейшего их производства. Организовать собственное производство дизель-поездов с внутривагонным расположением дизеля в России также не удалось.
Дабы избежать разработки моторного вагона нового дизель-поезда с нуля, Трансмашхолдинг предложил заново организовать производство поездов типа «тяни-толкай» для пригородного сообщения на базе конструкции существующих локомотивов, внеся лишь доработки в электрическую схему и систему управления поезда. К этому времени Трансмашхолдинг уже разработал проект двухэтажного головного вагона управления на базе вагонов Тверского вагоностроительного завода для применения в составе поездов дальнего следования с электровозами ЭП20 и тепловозами ТЭП70БС. Для пригородных и региональных перевозок была выбрана платформа вагонов электропоездов ЭП2ДМ последней модификации, которые и было решено использовать совместно с тепловозом ТЭП70БС как альтернатива полноценному дизель-поезду. Проект был представлен в 2023 году и новый состав как и ранее было решено классифицировать как «дизель-поезд», условно приняв тепловоз в качестве моторного вагона.

### Производство
К началу 2025 года Коломенский завод построил первый тепловоз ТЭП70БС-371 нового исполнения, оборудованный системой дистанционного управления для вождения поездов типа «тяни-толкай». Тепловоз получил новую чёрно-серую корпоративную окраску РЖД с красной полосой и имел отличный от других локомотивов этой серии дизайн лобовой части, дополнительные красные хвостовые огни и новые приборные панели и дополнительные дисплеи на пульте управления. В феврале тепловоз проходил заводские испытания, а в марте совершил пробные пробеги на линии Голутвин — Озёры.
В апреле 2025 года Демиховский завод построил шесть вагонов поезда ДП2Д-0001 — один головной, четыре промежуточных и один промежуточный концевой для сцепления с тепловозом, который в свою очередь прибыл на завод для формирования окончательного состава. Головной вагон получил номер 01, а промежуточные — от 02 до 06 (последний получил концевой вагон), и обозначения вида ДП2Д-0001XX, где XX — номер вагона. Вагоны также получили чёрно-серо красную окраску, но её схема отличалась от тепловоза: в нижней части вагонов в большей степени преобладал красный цвет. На территории завода были проведены стендовые испытания состава в режимах «Стоп» и «Холостой ход», проверены системы управления, безопасности, управления и энергоснабжения поезда. В конце месяца состав вышел из ворот завода и был отправлен на ходовые испытания.

## Общие сведения

### Назначение
ДП2Д главным образом предназначен для маршрутов с гибким пассажиропотоком на неэлектрифицированных линиях. Соответствует требованиям Технического регламента Таможенного союза № ТР ТС 001/2011  «О безопасности железнодорожного подвижного состава» и, следовательно, может эксплуатироваться в странах, входящих в это объединение. Однако для его допуска к эксплуатации на железных дорогах России потребуется внесение изменений в Правила технической эксплуатации, которые в текущей редакции запрещают движение пассажирского поезда толкающим локомотивом.

### Составность
Состав формируется из прицепного головного вагона (Пг), от нуля до четырёх промежуточных прицепных (Пп), а также одного промежуточного прицепного концевого (Ппк) без межвагонного перехода с обычной автосцепкой со стороны тепловоза, и тепловоза ТЭП70БС с системой дистанционного управления.

### Технические характеристики
Основные параметры:
| Параметр | Вагон                      | Вагон                      | Тепловоз    |
| Параметр | Пг                         | Пп, Ппк                    | Тепловоз    |
| --- | -------------------------- | -------------------------- | ----------- |
| Осевая формула | 2-2                        | 2-2                        | 30-30       |
| Размеры |                            |                            |             |
| Габарит (по ГОСТ 9238—2022)                                                                                            | Т с верхним очертанием «а» | Т с верхним очертанием «а» | 1-Т         |
| Длина по осям автосцепок, не более, мм                                                                                 | 22 798                     | 22 056                     | 22 000      |
| Ширина, мм | 3480                       | 3480                       | 3209        |
| Шкворневая база, мм | ?                          | ?                          | 13 790      |
| Полная колёсная база, мм                                                                                               | 15 000                     | 15 000                     | 16 850      |
| Ширина колеи | 1520 мм                    | 1520 мм                    | 1520 мм     |
| Диаметр новых колёс | ?                          | ?                          | 1220        |
| Массовые характеристики                                                                                                |                            |                            |             |
| Масса тары, т | 51,5                       | 46,7                       | 135,0       |
| Максимальная нагрузка на ось, тс                                                                                       | 18,6                       | 18,6                       | 22,5        |
| Пассажировместимость                                                                                                   |                            |                            |             |
| Число сидячих мест | 51                         | 116 / 111                  | —           |
| Тяговые характеристики                                                                                                 |                            |                            |             |
| Мощность по дизелю, кВт (л.с.)                                                                                         | —                          | —                          | 2942 (4000) |
| Удельный расход топлива: - на полной мощности, г/кВт•ч - на эксплуатационном режиме (60 % от полной мощности), г/кВт•ч | —                          | —                          | 198 200     |
| Конструкционная скорость, км/ч                                                                                         | 120                        | 120                        | 120         |
| Запасы |                            |                            |             |
| Запас топлива, кг | —                          | —                          | 6000        |
| Запас песка, кг | —                          | —                          | 600         |

## Конструктивные особенности

### Вагоны

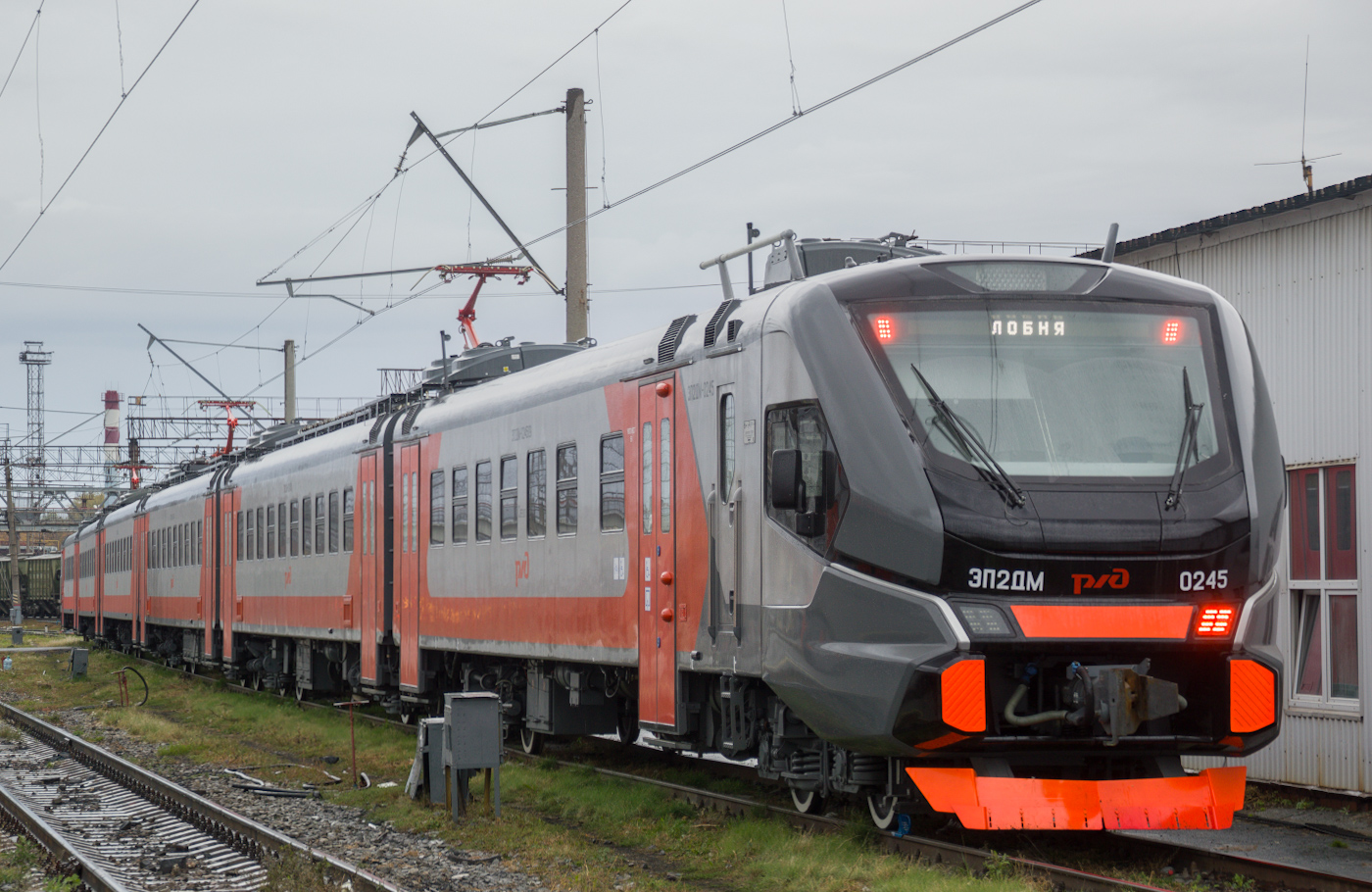
Электропоезд ЭП2ДМ, прицепные вагоны (и головной вагон) которого аналогичны ДП2Д в части кузовов

По конструкции механической части вагоны ДП2Д аналогичны прицепным вагонам электропоезда ЭП2ДМ. Вагоны являются высокопольными и имеют две пары автоматических дверей по концам с выходом на низкие платформы. Лобовая часть головного вагона оснащена противоударной крэш-системой. Вагоны соединены между собой беззазорными сцепными устройствами и оборудованы межвагонными переходами типа «гармошка». Концевой промежуточный вагон со стороны тепловоза оборудован автосцепкой СА-3 и не имеет межвагонного перехода, а на торцевой стенке находятся разъёмы для соединения кабелей дистанционного управления.
Интерьер вагонов в целом не претерпел значительных изменений по сравнению с ЭП2Д и имеет региональное исполнение третьего класса. По концам вагонов расположены пассажирские тамбуры с автоматическими дверями (у головного вагона передний тамбур расположен за кабиной машиниста и служебным тамбуром). В салонах вагонов установлены полужёсткие эргономичные сиденья синего цвета по схеме 3+3 друг напротив друга по два дивана напротив каждого окна, за исключением крайних, где сиденья размещены по схеме 2+2. В головном вагоне имеется просторный туалет для людей с ограниченными возможностями, а в передней части салона отведена зона для инвалидных колясок, а в задней отведена зона для велосипедов и крупного багажа, всего в салоне имеется 51 сидячее место. В концевом промежуточном вагоне со стороны пассажирских вагонов также выделена зона для перевозки велосипедов и крупногабаритного багажа, поэтому сиденья напротив первого и половины второго окна по левому борту в этом месте отсутствуют, а вагон имеет 111 мест, в то время как другие промежуточные — 116. Вагоны оборудованы системой кондиционирования с функцией обеззараживания воздуха, информационными табло, камерами видеонаблюдения, светодиодными светильниками и USB-разъёмами типов А и C между сиденьями для зарядки мобильных устройств.
По сравнению с электропоездами ЭП2ДМ, претерпела изменения электрическая схема вагонов. Электроснабжение вагонов осуществляется от тепловоза двухпроводной высоковольтной магистралью напряжением 3000 В, а конструкция высоковольтных и низковольтных разъёмов на торцах вагонов и тип соединительных кабелей отличается от применяемой на электропоездах. Изменения также коснулись пульта управления в кабине машиниста: на горизонтальной панели управления был изменён контроллер, установлены кнопки запуска и останова дизельного двигателя вместо кнопок управления токоприёмниками, быстродействущими выключателями и электроаппаратурой, а на наклонной панели мониторинга установлен дополнительный дисплей машиниста для предоставления локомотивной бригаде диагностической информации от систем тепловоза, а устройство безопасности БЛОК заменено на КЛУБ-У.

### Тепловоз

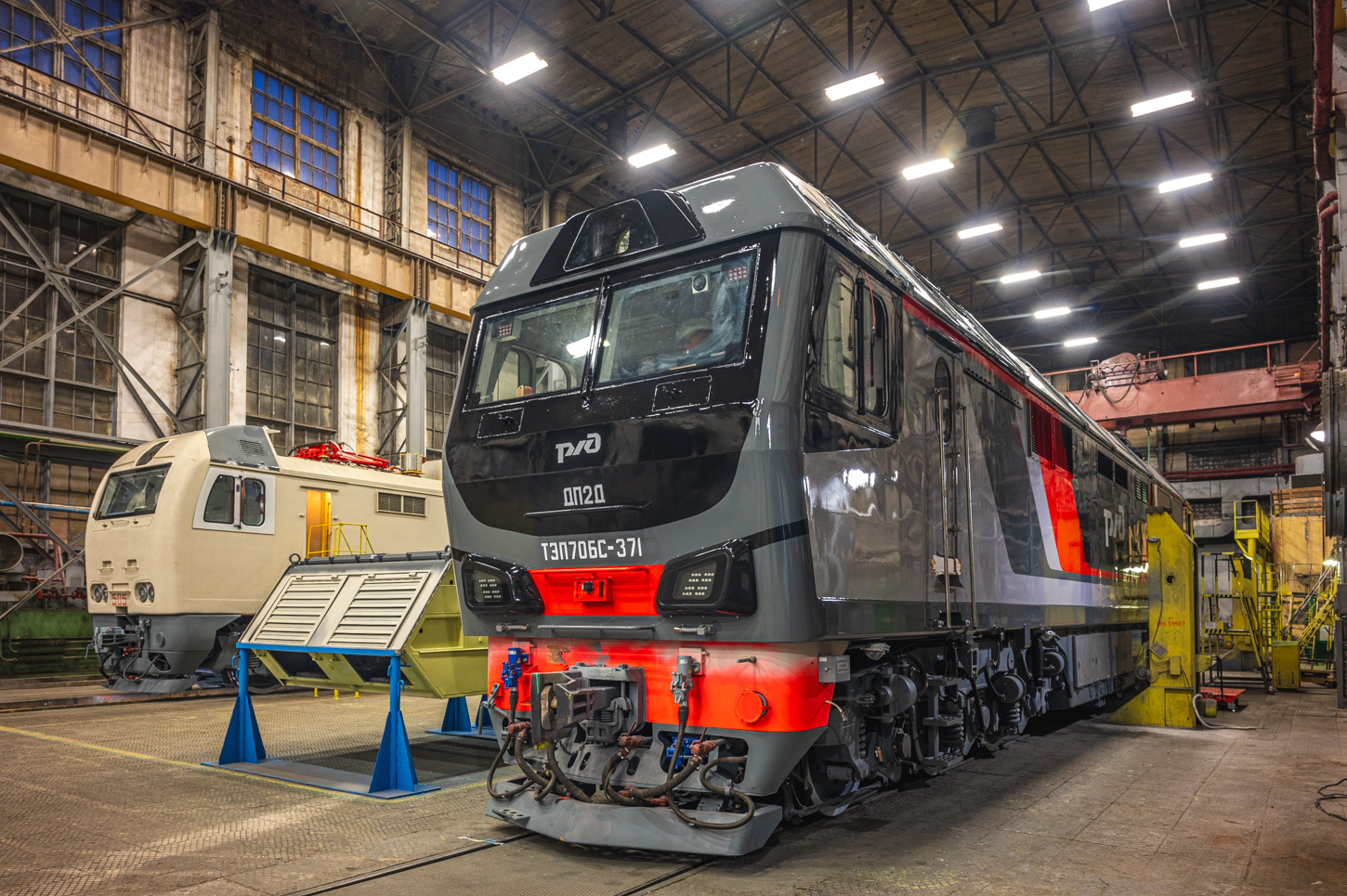
Тепловоз ТЭП70БС-371 для эксплуатации в составе поезда ДП2Д типа «тяни—толкай»

Тепловоз ТЭП70БС, используемый в составе поезда ДП2Д, выполнен как обычный шестиосный локомотив с двумя одинаковыми кабинами управления, хотя построен в новом исполнении и имеет ряд конструктивных отличий от типовых машин серии. Несмотря на то, что в первую очередь он предназначался для эксплуатации в составе поездов типа «тяни-толкай», его было решено не выполнять однокабинным с межсекционным переходом, как секции тепловоза 2ТЭ70, а сделать полноценный локомотив, приспособленный для работы с обычными пассажирскими поездами без возможности прохода в состав. Однако недостатком данной концепции при эксплуатации в составе челночного поезда является невозможность перехода локомотивной бригады в локомотив во время движения поезда для осмотра оборудования и его обслуживания в пути следования.
По сравнению с предшественниками, на тепловозе был применён новый дизайн лобовой части и были установлены новый прожектор и выступающие светодиодные буферные фонари трапециевидной формы, по дизайну близкие к буферным фонарям головного вагона ДП2Д. Между ними на каждой кабине установлены разъёмы для кабелей дистанционного управления. За лобовым стеклом размещены красные хвостовые огни для обозначения хвоста поезда при следовании в режиме толкания. Тепловоз также имеет разъёмы двухпроводной высоковольтной системы электроснабжения пассажирского состава напряжением 3000 В, как и другие ТЭП70 последних выпусков, через которые осуществляется энергоснабжение состава.
В кабине машиниста на пульте управления установлены дополнительные кнопки для управления автоматическими дверями и системами вагонов, дисплеи для мониторинга и контроля систем и видеонаблюдения в вагонах и системы голосовой связи «пассажир-машинист». Для дистанционного управления тепловозом применяется цифровой коммутатор и линия связи Ethernet 1Гб.

## Эксплуатация

### Испытания

ДП2Д-0001 на кольце ВНИИЖТ

В конце апреля 2025 года поезд был отправлен под тягой тепловоза 2М62У на экспериментальное кольцо Всероссийского научно-исследовательского института железнодорожного транспорта (ЭК ВНИИЖТ в городском округе Щербинка) для прохождения опытного пробега в 5000 км. После этого поезд должен будет пройти скоростные испытания на полигоне Белореченская — Майкоп. Завершение сертификации поезда планируется в конце 2025 года. Предполагается, что в дальнейшем поезд будет передан в собственность оператору РЖД и направлен на Октябрьскую железную дорогу.

### Комментарии
1. ↑  Определена как наибольшая ширина составляющих поездных единиц.
2. 1 2  Приведено для значения метрической лошадиной силы.
3. 1 2 3  В России согласно ГОСТ 31666—2014, дизель-поездом называется автономный тяговый подвижной состав с дизельной силовой установкой и передачей мощности, состоящий из не менее чем двух вагонов, предназначенный для перевозки пассажиров и имеющий в своем составе хотя бы один моторный вагон[3]. По международной технической спецификации, принятой в странах Евросоюза, электропоездами и дизель-поездами называют самоходные поезда с электрическим или тепловым источником энергии и фиксированной конфигурацией, не разделяемой вне условий депо, в которых все единицы в составе поезда могут перевозить полезную нагрузку (пассажиров, грузы или багаж)[4]. При этом под данное определение также относят поезда с тяговыми модулями и унифицированными с поездом специализированными односторонними локомотивами (тяговыми головами), не имеющими мест для перевозки полезной нагрузки, но не предназначенными для самостоятельной эксплуатации вне состава поезда с вагонами другого типа и не разделяемыми вне условий депо как отдельный локомотив, что позволяет их классифицировать как моторные вагоны. В то же время поезда категории «тяни-толкай» с обычными локомотивами не классифицируются как электро или дизель-поезда[5][6].